# GM2A
GM2A (англ. GM2 ganglioside activator) – білок, який кодується однойменним геном, розташованим у людей на короткому плечі 5-ї хромосоми. Довжина поліпептидного ланцюга білка становить 193 амінокислот, а молекулярна маса — 20 838.
| 10         |  | 20         |  | 30         |  | 40         |  | 50         |
| ---------- |  | ---------- |  | ---------- |  | ---------- |  | ---------- |
| MQSLMQAPLL |  | IALGLLLAAP |  | AQAHLKKPSQ |  | LSSFSWDNCD |  | EGKDPAVIRS |
| LTLEPDPIIV |  | PGNVTLSVMG |  | STSVPLSSPL |  | KVDLVLEKEV |  | AGLWIKIPCT |
| DYIGSCTFEH |  | FCDVLDMLIP |  | TGEPCPEPLR |  | TYGLPCHCPF |  | KEGTYSLPKS |
| EFVVPDLELP |  | SWLTTGNYRI |  | ESVLSSSGKR |  | LGCIKIAASL |  | KGI        |

A: Аланін

C: Цистеїн

D: Аспарагінова кислота

E: Глутамінова кислота

F: Фенілаланін

G: Гліцин

H: Гістидин

I: Ізолейцин

K: Лізин

L: Лейцин

M: Метіонін

N: Аспарагін

P: Пролін

Q: Глутамін

R: Аргінін

S: Серин

T: Треонін

V: Валін

W: Триптофан

Кодований геном білок за функцією належить до гідролаз. 
Задіяний у таких біологічних процесах як метаболізм ліпідів, поліморфізм. 
Локалізований у лізосомі.